# Parti communiste (Suisse)
Pour les articles homonymes, voir Parti communiste.
Ne doit pas être confondu avec Parti communiste suisse.
Le Parti communiste est un parti politique suisse qui a évolué depuis la section tessinoise du Parti suisse du travail en 2007, laquelle a décidé de changer son nom en Parti communiste. Son siège est situé à Locarno, dans le canton du Tessin.

## Histoire
Le parti a été fondé par Pietro Monetti en mai 1944 sous le nom de Parti ouvrier et paysan et a ensuite rejoint le Parti suisse du travail, fondé en octobre 1944. En 1963 le nom est changé en Parti du travail. Après l’année 2014 la collaboration avec le Parti suisse du travail s’interrompt.
En 2016, le fondateur Pietro Monetti a été honoré sur la carte du parti.
Actuellement le secrétaire général est Massimiliano Arif Ay, élu en 2009. Après l’année 2011 le parti s’est développé en gagnant un siège au parlement du canton du Tessin (en 2015), puis deux sièges aux élections suivantes (en 2019).

## Organisation de jeunesse
La Jeunesse communiste suisse est l'organisation de la jeunesse officielle du parti. Son secrétaire général est Luca Frei.

## Liens internationaux
Le parti entretient des contacts avec les ambassades de la Corée du Nord et du Laos.